# أرنايا
أرنيا (Αρναία) هي مدينة في هالكيديكي في مقاطعة فوريا إلادا في اليونان.
يبلغ عدد سكانها حوالي 1929 نسمة.